# Micrurus altirostris
Micrurus altirostris är en ormart som beskrevs av Cope 1860. Micrurus altirostris ingår i släktet korallormar, och familjen giftsnokar. Inga underarter finns listade i Catalogue of Life.
Arten förekommer i sydöstra Brasilien, Paraguay, Uruguay och nordöstra Argentina. Den vistas i låglandet och i klulliga områden upp till 400 meter över havet. Ormen lever i skogar, savanner och andra gräsmarker. Den har andra ormar och masködlor som föda.
Några människor tror att ormen är giftig och dödar den. Hela populationen anses vara stor. IUCN listar arten som livskraftig (LC).